# Han Fuju
Han Fuju ou Han Fu-chü (韩复榘, 1890 - 24 janvier 1938) est un général du Kuomintang du début du XXe siècle. Il commence sa carrière dans l'armée du Guominjun, puis rejoint le Kuomintang, et devient gouverneur militaire du Shandong de 1930 à 1938. Il avait une femme, deux concubines, et quatre fils.

## Biographie
Han Fuju est né au village de Dongshantai dans le comté de Ba au Hebei. Ayant peu d'aptitudes pour les études, il commence à travailler très jeune comme clerc du comté jusqu'à ce que ses dettes le forcent à fuir la région et à s'enrôler dans l'armée du général Feng Yuxiang. Il gravit rapidement les échelons, devenant chef-clerc, puis lieutenant, capitaine, et, après une révolte, major. Durant les années 1920, période des seigneurs de la guerre, il devient commandant du 1er groupe d'armée de Feng.

### Gouverneur
En 1928, il est nommé président (gouverneur) du Henan par Feng, et est nommé en même temps commandant de la 11e division en 1929. Lorsque le général chrétien se révolte plus tard dans l'armée, Han déclare son allégeance au gouvernement central de Tchang Kaï-chek. Durant la guerre des plaines centrales de 1930, Han combat les troupes rebelles de Yan Xishan et de son ancien commandant Feng Yuxiang au Shandong et est récompensé par le poste de gouverneur de cette province.

### Seigneur de guerre
Il prend le rôle de Zhang Zongchang comme seigneur de guerre du Shandong. En automne 1932, il unifie la province après avoir vaincu le seigneur rival Liu Zhennian (en), qui contrôlait la partie orientale (en particulier le port de Yantai) et qui était surnommé le « Roi de l'Est du Shandong ». En tant que gouverneur, Han applique une discipline sévère avec des assistants autant civils que militaires. Il réussit à anéantir pratiquement le banditisme et le trafic de narcotiques au cours de plusieurs campagnes de suppression. Grâce à ses opérations commerciales, principalement dans le coton, le tabac, et l'immobilier, il devient riche et donne généreusement aux écoles, hôpitaux, et établissements civiques.
Au milieu des années 1930, il est la cible des Japonais dans leur tentative d'incorporer le Shandong dans le nouvel État du Nord de la Chine qu'ils sont en train de créer. Après le déclenchement de la seconde guerre sino-japonaise, il commande le 3e groupe d'armée et devient commandant adjoint de la 5e zone de guerre en 1937, chargé de la défense de la vallée basse du fleuve jaune. Han est soupçonné d'avoir mené des négociations secrètes avec les Japonais pour épargner sa province et son poste. Lorsque les Japonais traversent le fleuve jaune, il abandonne sa base de Jinan, puis son armée le 6 janvier et fuit à Kaifeng, où il est arrêté le 11. Emprisonné à Wuchang, il est plus tard exécuté par Tchang Kaï-chek pour avoir désobéi aux ordres de supérieurs et s'être enfui. 
Tchang l'exécute pour faire un exemple pour ceux qui ne suivraient pas ses ordres. Selon un récit, Han Fuju est exécuté au sanctuaire du temple de Changchun, un temple taoïste situé dans les environs de Wuchang (aujourd'hui au centre de la ville moderne de Wuhan) par une seule balle tirée dans l'arrière de la tête par le chef d'État-major de Tchang, le général Hu Zongnan,. Il y a très peu d'autres récits de l'exécution.

### Carrière
- 1928 - 1930 Gouverneur du Henan
- 1930 - 1938 Gouverneur du Shandong
- 1937 Commandant de la 3e armée de route
- 1937 - 1938 Commandant-en-chef du 3e groupe d'armée
- 1938 Commandant-en-chef adjoint de la 5e zone de guerre
- 1938 Arrêté et exécuté lors d'une conférence militaire à Hankou pour avoir failli à défendre le Shandong.

## Sources
1. ↑  Frank Dorn, The Sino-Japanese War, 1937-41: From Marco Polo Bridge to Pearl Harbor (New York: Macmillan, 1974), pg. 81-82
2. ↑  Dorn, pg. 81-82
3. ↑  Dorn, pg. 82
4. ↑  (en) Stephen R. MacKinnon et Robert Capa, Wuhan, 1938 : War, Refugees, and the Making of Modern China, University of California Press, 2008, 182 p. (ISBN 978-0-520-25445-9 et 0-520-25445-7, lire en ligne), p. 18
5. ↑  Stephen MacKinnon, "The Tragedy of Wuhan, 1938", Modern Asian Studies, Vol. 30, No. 4, Special Issue: War in Modern China (October , 1996), p. 931-943
6. ↑  Diana Lary, "Treachery, Disgrace and Death: Han Fuju and China's Resistance to Japan", War in History, 2006

- (en) Cet article est partiellement ou en totalité issu de l’article de Wikipédia en anglais intitulé « Han Fuju » (voir la liste des auteurs).